# Нордштерн

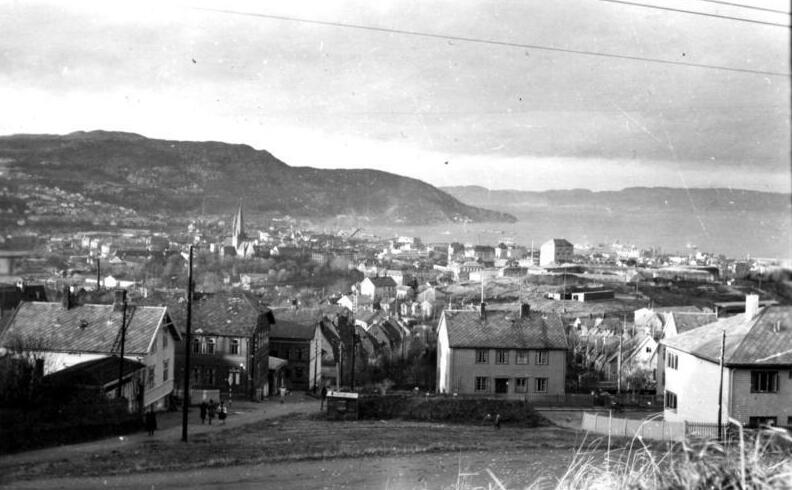
Тронхейм, 1942 (немецкий архив)

Нордштерн (нем. Nordstern — Полярная Звезда), неформально Новый Тронхейм (нем. Neu Drontheim) — план нацистской Германии создания нового немецкого мегаполиса в оккупированной Норвегии во время Второй мировой войны. Планируемое население — около 250 000—300 000 жителей.
Строительная площадка была расположена в 15—20 км к юго-западу от норвежского города Тронхейм. Поскольку Тронхеймс-фьорд имел существенное стратегическое значение для немецких военных, Нордштерн должен был быть построен рядом с крупной военно-морской базой, чтобы дать Германии полный морской контроль над Северной Атлантикой. План активно поддерживался гросс-адмиралами Эрихом Редером и Карлом Дёницем.
Адольф Гитлер, высоко отзывавшийся о данном проекте, заявлял, что город Нордштерн станет «немецким Сингапуром». Во время самой войны порт Тронхейма превратился в основную базу немецких субмарин в северной Атлантике с бункером Дора 1.

## Стратегическое значение
Захват Норвегии представил военному руководству Третьего рейха новые возможности для расширения. Город Тронхейм и Тронхеймс-фьорд имели стратегическое значение по нескольким причинам. До начала войны вице-адмирал и военно-морской стратег Вольфганг Вегенер уже давно подчёркивал стратегические выгоды для Германии в приобретении баз вдоль побережья Норвегии.
Одним из ярких примеров этих выгод является возможность проведения в Норвегии дополнительных ремонтов линкора «Тирпиц», который вынужден был постоянно возвращаться в Германию для этого. Из-за огромных размеров линкора в северной Атлантике попросту не было других доков, достаточно больших, чтобы вместить его. После провала люфтваффе в битве за Британию, военные стратеги Германии решили, что необходимо провести морскую блокаду Великобритании, отправляя на дно суда снабжения. Кроме того, Норвегия имела большое значение в случае проведения операций в Атлантике в ближайшем будущем. Эти и другие мотивы, такие, как поставки шведской железной руды через Нарвик (норвежский город-порт, имеющий прямое железнодорожное сообщение с местами добычи железной руды в шведском городе Кируна)  Верховное командование вермахта классифицировало владение Норвегией в целом и Тронхеймом в частности, как стратегически важный для немецкой военной машины объект.

## Этимология
Название Nordstern проекту города дал Адольф Гитлер. Но также существует послевоенная версия названия проекта Neu-Drontheim (с нем. Новый Тронхейм). Термин придуман автором Габриэлем Бровольдом (англ. Gabriel Brovold) в его книге 1996 года «Neu-Drontheim i Hitlers regi: og Øysand under krigen», и никогда не предлагался нацистами для проектируемого города.
Drontheim является традиционной разговорной формой названия Тронхейма в немецком языке, и в этом качестве использовался оккупационными властями. Далее путаница вытекает из того факта, что Гитлер часто использовал в речи «Trondheim/Drontheim» как краткий способ ссылки на проект строительства, и ряд историков ошибочно ссылались на планы реконструкции Тронхейма, а не создание нового, отдельного города. Йозеф Геббельс обозначил название проекта как «Nordstern» в своих дневниках за 9 июля 1941 года, пояснив, что такое имя прямо сказал ему Гитлер.

## История
Для организации и проведения необходимой планирования для нового проекта Гитлер назначил архитектора  Альберта Шпеера. 1 мая 1941 года Шпеер получил необходимую информацию о пространственных и структурных требованиях для большой верфи от вице-адмирала Вернера Фукса в Верховном командовании кригсмарине. Он доложил Гитлеру о проекте, будучи в рейхсканцелярии в сопровождении гроссадмирала Эриха Редера 21 июня. Гитлер также обсуждал перспективы города и его военную базу во время конференции по вооружению 13 мая 1942 года.
В 1943 году начались наземные взрывные работы. Для обеспечения строительства рабочей силой было принято решение использовать труд военнопленных, которые жили в лагере, расположенном в деревне Øysand (к северо-западу от города Мельхус). Для Гитлера были подготовлены специальные карты, по которым он изучал оптимальные позиции доков и сопутствующей инфраструктуры. Для него также построили в Берлине очень подробную миниатюрную модель проектируемого города (утрачена во время союзных бомбардировок в 1945 году).

### Отказ от проекта
После ряда военных неудач Германии строительство города остановилось и было отложено на неопределённый срок. А после уничтожения линкора «Тирпиц» в ноябре 1944 года большая часть военно-морского руководства была уволена, и от плана «Nordstern» отказались навсегда.

## Расположение, размеры и планирование
Было принято решение, что Nordstern  должен был быть построен в водно-болотных угодьях Øysand, в 15—20 км к юго-западу от Тронхейма. Необходимо было обеспечить жильём около 300 000 переселенцев из Германии (такое количество жителей более чем в три раза превышало бы население Тронхейма 1940-х годов). Для этой цели 55 000 жилых домов должны были быть построены на площади около 300 га. В городе должен был разместиться огромный художественный музей для северной части Великой германской империи, содержащий работы только немецких мастеров. Чтобы связать этот северный форпост с Германией, к Тронхейму должны были быть построены автобаны через датские проливы Большой и Малый Бельт и далее через юго-западные части Швеции и Норвегии.
Сама морская база была запланирована, чтобы содержать обширные верфи, доки и базы подводных лодок для ожидаемого послевоенного немецкого военно-морского флота, который должен был состоять из нескольких сотен субмарин, десятков суперлинкоров, а также нескольких авианосцев. Эта база, по словам Гитлера, должна была быть военной цитаделью подобно британскому Сингапуру.

## Атлантический вал
Город (так же, как и большинство важных морских баз Германии) был призван сыграть важную роль в планах расширения Атлантического вала. Во время Нюрнбергского процесса было признано, что Гитлер намеревался сохранить не только Тронхейм, но также и многочисленные другие морские города (такие, как Брест и Шербур во Франции) в качестве немецких эксклавов (Festungen, то есть «цитадели») для Третьего рейха, подобно советской военной базе, временно созданной в финском городе Ханко после Зимней войны. 
Нордштерн должен был стать одной из многих военных квазиколоний, населённых почти исключительно немцами. Вместе с другими городами и островами в Европе и Африке Nordstern должен был стать частью цепи немецких военных баз, которые охватят всю атлантическую береговую линию от Норвегии до Бельгийского Конго. Это должно было помочь Германии в восстановлении большой колониальной области в Центральной Африке, известной как Deutsch Mittelafrika, а также послужить для наступательных и для защитных операций против стран Западного полушария, в частности Соединённых Штатов.